# Zulay Pérez de Layrisse
Zulay Elena Pérez (Caracas, Venezuela, 2 de septiembre de 1930) es una bióloga venezolana, reconocida por sus estudios pioneros en Latinoamérica de histocompatibilidad y susceptibilidad genética a enfermedades. Fue fundadora del primer laboratorio de histocompatibilidad  en Venezuela.

## Biografía
Zulay Elena Pérez finalizó sus estudios de educación media en Caracas, Venezuela. Ingresa a la Universidad de Wyoming, Estados Unidos, para comenzar su carrera universitaria. Regresa a Venezuela en 1954 y se une al Departamento de Investigaciones del Banco Municipal de Sangre de Caracas, junto a Tulio Arends y a Miguel Layrisse, con quien más adelante contraería matrimonio.
En 1961 se une al Laboratorio de Fisiopatología del Departamento de Medicina Experimental. Continuaría sus estudios superiores en la Facultad de Ciencias de la Universidad Central de Venezuela, obteniendo por reválida título de Licenciada en Biología en el año 1966 , mientras realizaba investigaciones en inmunohematología en la UCV y en el Instituto Venezolano de Investigaciones Científicas de Venezuela. Obtiene luego el título de Philosophus Scientarium en el Centro de Estudios Avanzados de ese instituto en 1973. 
Sus investigaciones le llevaron a estudiar la histocompatibilidad del antígeno humano leucocitario (HLA por sus siglas en inglés) de la población venezolana, especialmente la población indígena. Estos antígenos se encargan de asegurar la respuesta inmune humana, defendiendo al organismo de las infecciones.
En el año 2003 el Estado Venezolano le otorga el Premio Nacional de Ciencia y Tecnología “por su trabajo dedicado al estudio de los marcadores genéticos, que influyen en la respuesta inmunológica de los venezolanos”.
Además de los numerosos trabajos científicos publicados en el área de la inmunogenética, ha sido docente en Venezuela y en Latinoamérica. Los laboratorios que preparan antígenos de trasplante en Venezuela dependen o han sido fundados por Zulay Pérez de Layrisse.

## Premios y honores
- Premio Nacional de Ciencia y Tecnología (Venezuela).
- Denominación de la Conferencia de la Sociedad Latinoamericana de Histocompatiblidad como Conferencia “Zulay Pérez de Larysse”.